# Classement mondial de l'IRL
 (avril 2025).
| Classement novembre 2019 |                 |                           |        |
| Rang                     | Changement      | Nation                    | Points |
| 1                        | en augmentation | Nouvelle-Zélande          |        |
| 2                        | en diminution   | Australie                 |        |
| 3                        | en diminution   | Angleterre                |        |
| 4                        | --              | Tonga                     |        |
| 5                        | --              | Fidji                     |        |
| 6                        | en augmentation | Papouasie-Nouvelle-Guinée |        |
| 7                        | --              | Samoa                     |        |
| 8                        | en diminution   | France                    |        |
| 9                        | en diminution   | Écosse                    |        |
| 10                       | en diminution   | Liban                     |        |
| 11                       | en augmentation | Grèce                     |        |
| 12                       | --              | Irlande                   |        |
| 13                       | en augmentation | Italie                    |        |
| 14                       | en diminution   | Pays de Galles            |        |
| 15                       | en augmentation | Serbie                    |        |
| 16                       | en augmentation | Malte                     |        |
| 17                       | en augmentation | Norvège                   |        |
| 18                       | en diminution   | États-Unis                |        |
| 19                       | en augmentation | Pologne                   |        |
| 20                       | en diminution   | Jamaïque                  |        |

Le classement mondial de l'IRL (International Rugby League) est un classement mis en place par l'IRL entre sélections nationales de rugby à XIII. Les sélections des nations membres de l'IRL, organisme dirigeant le rugby à XIII sur le plan mondial, sont classées selon leurs résultats internationaux lors des trois dernières années. Le classement est censé refléter la compétitivité de la sélection nationale.

## Calcul
Le classement de l'IRL est calculé est fonction du nombre de points cumulés par chaque nation dans un cycle de trois ans. Les matchs ont un indice d'importance, ainsi une rencontre de Coupe du monde, du tournoi des Quatre nations ou autres tournois majeurs est une importance plus élevée qu'une rencontre amicale. Également, chaque match et son nombre de points attribués dépendent des adversaires affrontés.
Des points bonus sont donc attribués aux nations ayant atteint de manière significative les premières places d'un tournoi tel que la Coupe du monde.
Tous les points cumulés sont ensuite ramenés à une moyenne permettant de situer sur une période de trois ans la valeur d'une sélection nationale.
Toute sélection ayant disputé moins de cinq rencontres sur ces trois années sera pénalisée au classement.

## Utilisation du classement
Le classement de l'IRL est utilisé par la International Rugby League pour estimer la progression ou régression de chaque nation.
Le classement sert pour certains tournois à mesurer la qualité des nations, leur niveau, avant de procéder au tournoi tel que le Championnat d'Europe, la Coupe de la Méditerranée ou la Coupe du Pacifique.
Néanmoins, son utilisation est étendue au tirage au sort de la Coupe du monde à la fin des années 2010.